# Distrito de Arun
El distrito de Arun es un distrito no metropolitano de Sussex Occidental, Inglaterra. Tiene una población estimada, a mediados de 2023, de 168 008 habitantes.
Tiene una superficie total de 224.7 km².